# Каивано
Каивано (итал. Caivano) је насеље у Италији у округу Напуљ, региону Кампанија.
Према процени из 2011. у насељу је живело 34604 становника. Насеље се налази на надморској висини од 30 м.

## Становништво
| 1931.  | 1936.  | 1951.  | 1961.  | 1971.  | 1981.  | 1991.  | 2001.  | 2011.  |
| ------ | ------ | ------ | ------ | ------ | ------ | ------ | ------ | ------ |
| 15.163 | 16.356 | 19.753 | 23.156 | 27.457 | 31.515 | 35.855 | 36.966 | 37.654 |